# Cormor
(Palladio deli Olivi, Historie della Provincia del Friuli (Niccolò Schiratti, Udine, 1660), pag.43)
Il Cormor (Cormôr in friulano standard, Carmò e Cormour in altre varianti del friulano) è un torrente che scorre per 64 km nella provincia di Udine, in Friuli-Venezia Giulia.

## Origine del nome
L'idronimo, attestato per la prima volta in un documento del 1260, potrebbe derivare dalla radice celtica kurm, che significa «prato umido» o «impaludamento». Il nome alluderebbe alle frequenti tracimazioni del corso d'acqua nella campagna, che ne rendevano il terreno paludoso, oppure al fatto che nasce in una zona paludosa del comune di Buia. Esistono anche altre ipotesi sull'origine del nome.
Si dice anche che il nome racchiuda un significato: in quanto torrente (nella parte alta non ci sono affluenti che lo alimentano) il torrente Cormôr scorre solo quando piove per poi seccarsi appena smette. In friulano Cor-mór "al cor" e "al mûr" ("scorre" e "muore").
Il Cormor è presente in modo significativo nella cultura popolare friulana, specialmente del Friuli collinare, e ha ispirato tipici modi di dire, come là fintrimai tal Carmò ("finire addirittura nel Cormor"), nadà tal Carmò ("nuotare nel Cormor"), el pes dal Carmò ("il pesce del Cormor"), ecc. Numerosi anche i modi di dire riguardanti alcuni affluenti, come il torrente Soima, del quale è proverbiale l'irregolarità della portata, tanto da aver dato origine al detto (molto popolare a Tricesimo) iessi stramp come le Sfueime ("essere strano come la Soima").

## Geografia

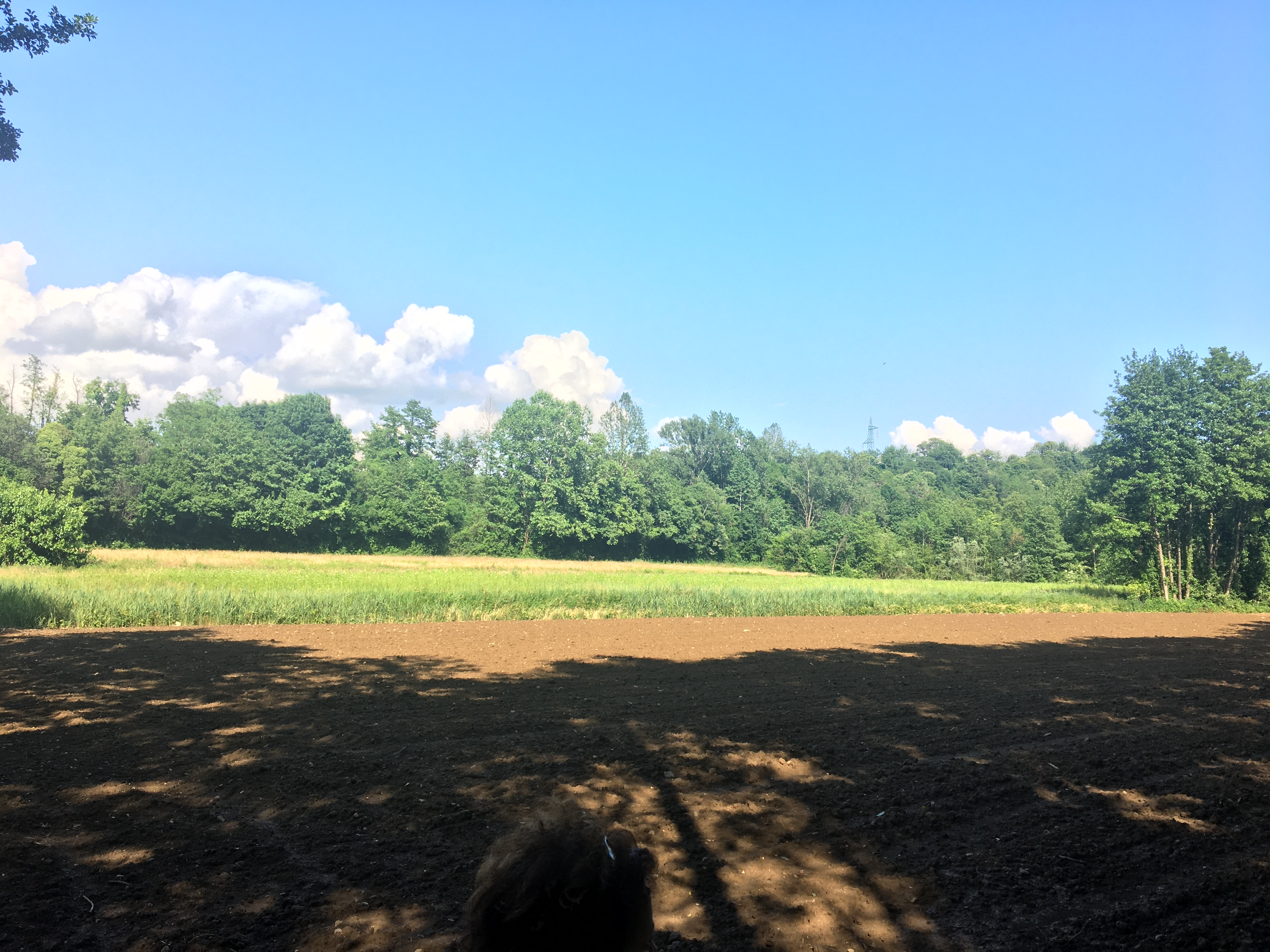
La "valle ombrosa" (come la chiama Mario Martinis) che imbocca il Cormor appena uscito dalla vallecola semi-paludosa di Polvaries, a Buja.

### Il percorso del Cormor
Il torrente Cormor nasce dall'unione di tre piccoli ruscelli che scorrono sul versante est del Monte di Buia, per ricevere subito dopo l'apporto del primo affluente, il rio Pradolino. La depressione in cui nasce il torrente, a circa 220 m s.l.m., è chiamata Polvaries, ed è occupata oggi dalla zona artigianale di Buja, sorta dopo il terremoto del 1976 nel luogo dove un tempo c'era l'antica fornace Calligaro "Cjocjo", detta dai locali Fornasate ("brutta fornace", in friulano). Il Cormor passa quindi in direzione nord-sud sotto il ponte che porta da Treppo Grande a Buja, ma poi piega verso sud-est, mantenendosi a oriente del colle su cui sorge il borgo di Collosomano. A fianco di Collosomano, il Cormor assume un percorso tortuoso, talvolta incassato in una profonda e ombrosa valle, dominata in alto dal Monte Baldo, con la bellissima Villa della Giovanna (260 m s.l.m.). In questa bella valle l'acqua scorre in spettacolari meandri quasi incontaminati. Il Cormor prosegue poi verso Carvacco, superando il ponte che collega questo borgo a Vendoglio. Procede quindi in una amena valle, piegando verso est fino al Mulino Ferrant (antico mulino risalente alla fine del XVII secolo). Esso riceve in sinistra idrografica le acque del Rio Treppo e del torrente Urana-Soima (suo principale affluente nel tratto collinare) poco a valle del Mulino Ferrant, e supera le Case Cormor, dove riceve invece in destra idrografica le acque del torrente Bevorchiana, che scende dalle alture di Colloredo di Monte Albano e di Lauzzana. Si mantiene poi a sud-ovest della frazione di Ara Grande (comune di Tricesimo), dove riceve da destra le acque del rio Cornaria-Liola, che scende dalle alture di Brazzacco, e infine taglia l'anfiteatro morenico nei pressi del Castello di Fontanabona, nel comune di Pagnacco ai confini con quello di Tricesimo. Qui la valle del torrente sprofonda a 50 m sotto gli spettacolari speroni di Fontanabona (a ovest) e di Felettano (a est, dove sorgeva un tempo il maniero di Castelpagano, oggi completamente distrutto). A sud del castello di Fontanabona, il Cormor si dirige verso il comune di Tavagnacco e lambisce a ovest la città di Udine, scomparendo nelle ghiaie grossolane dell'alta pianura friulana, ed è caratterizzato da una portata significativa solo in occasione di grandi piogge. Riemerge nella bassa pianura all'altezza di Sant'Andrat del Cormor, frazione di Talmassons, nei pressi di Mortegliano. 
Il corso del Cormor si può quindi suddividere in tre tratti: il primo, che attraversa la zona collinare dell'anfiteatro morenico, è caratterizzato dai numerosi affluenti che nell'insieme formano un bacino idrografico di 85 km²; il secondo attraversa l'alta pianura friulana, dove riceve le acque della roggia di Udine; l'ultimo tratto, a sud di Mortegliano, è artificiale, e consiste in un canale che attraversa la bassa pianura friulana, ricevendo in destra orografica il fiume Muzzanella, e sfociando infine nella laguna di Marano, tra la foce del fiume Stella e quella del fiume Corno.  
L'ultimo tratto canalizzato, quello a sud di Mortegliano, è molto recente, essendo stato realizzato dopo la imponente bonifica degli anni dal 1944 al 1963 (con una ulteriore canalizzazione dal 1979 al 1982): precedentemente, per secoli il Cormor, a sud della cosiddetta "stradalta" (detta anche "Napoleonica") si disperdeva in numerosi rivoli e ruscelli, alimentando le cosiddette "paludi di Mortegliano", situate a sud dell'omonimo paese, "morendo senza nome", come poeticamente lo descrive nel Seicento l'accademico udinese Palladio degli Olivi. Molti studiosi criticano questa recente opera di bonifica, ritenendola un inutile stravolgimento di uno degli ultimi, superstiti ambienti umidi di risorgiva che erano sopravvissuti nell'intera pianura Veneto-Friulana.

### Alluvioni
La storia del torrente Cormor è caratterizzata da numerosi straripamenti particolarmente disastrosi, documentati fin dal XV secolo. Inizialmente le alluvioni riguardavano il torrente Urana (o Lurana), che scende impetuoso dal monte Campeon e inondava frequentemente i comuni di Billerio, Magnano e Artegna. Questo torrente un tempo si scaricava nel fiume Ledra e poi nel Tagliamento, ma le lagnanze dei comuni colpiti dalle alluvioni dell'Urana convinsero il governo della Repubblica di Venezia a deviare l'Urana nel torrente Soima, e quindi nel Cormor,  alla fine del 1600. In questo modo i comuni di Magnano e Artegna furono risparmiati dalle alluvioni dell'Urana, ma ciò facendo scaricarono gli stessi danni e il costo delle difese ai comuni posti a sud di Udine, poiché il letto del Cormor era insufficiente a caricarsi anche delle acque di piena dell'Urana. Così infatti le cronache del tempo, dal 1719 in poi registrano numerosi e disastrosi disalveamenti, soprattutto per la frazione di Basaldella di Campoformido e i comuni di Pozzuolo del Friuli e Mortegliano. Tra le alluvioni più gravi si ricordano ben otto alluvioni dal 1719 al 1795, poi nel 1823, 1851, e quella spaventosa del 1920. 
Degna di nota anche l'esondazione del 1998, che ha allagato la vicina frazione di Santa Maria nel comune di Lestizza. La stessa alluvione del 1998 interessò anche il Rio Tresemane , un affluente del Cormor che nasce nelle alture di Colgallo, nel comune di Tricesimo: il Tresemane, uscito dal letto, danneggiò pesantemente la rete produttiva e commerciale concentrata lungo la statale Pontebbana, nei comuni di Tricesimo e Tavagnacco. A seguito di questa inondazione, il Rio Tresemane fu deviato nel 2004 con un tunnel sotterraneo all'altezza di Cavalicco, e ora scarica le sue acque nel torrente Torre. Tale intervento, senza dubbio risolutivo, ha però reso superfluo il tratto inferiore del rio, che oggi si presenta come uno scolo circondato da capannoni e urbanizzazione selvaggia. Pertanto questa opera, effettuata nonostante il vincolo ambientale regionale che tutelava il Rio Tresemane,  è stata criticata come inutile stravolgimento dell'ambiente umido della regione collinare del Friuli .

## Storia, natura e ambiente

### I castelli del corso del Cormor
Poiché il Cormor attraversa una delle zone più anticamente abitate del Friuli, il suo corso è costellato da numerosi castelli, perfettamente conservati  (come il castello di Cassacco, quello di Tricesimo o il sopra citato castello di Fontanabona), oppure castelli di cui rimangono solo notizie storiche, come il castello di Castelpagano, di Vendoglio o quello di Carvacco. Spesso i castelli erano disposti nei punti in cui, in epoca romana, le antiche vie consolari attraversavano il suo corso tramite ponti o guadi, come la Via Julia Augusta, o la via per compendium che collegava Concordia Sagittaria ad Artegna. Di questi attraversamenti rimangono tracce nei toponimi o nei numerosi cippi miliari trovati nelle località collinari (Vendoglio, Colloredo di Monte Albano, Fagagna).

### Parchi e percorsi naturalistici
A fianco del torrente Cormôr, dal comune di Buia a quello di Tavagnacco, si snoda l'ippovia della Valle del Cormor, indicata da apposita segnaletica contraddistinta dal logo In@natura. Si tratta di un percorso a tappe di 30 chilometri che si snoda su strade sterrate tra morbide colline e il torrente Cormôr. L'itinerario si può percorrere a piedi, in bicicletta, in mountain bike e a cavallo. A valle e a monte dell'ippovia sono situati maneggi che offrono ospitalità a cavalli e cavalieri. Il percorso termina nei pressi del parco del Cormor, situato nel comune di Udine e compreso tra il torrente stesso e l'autostrada A23. L'ippovia è il risultato di una complessa sequenza di interventi di risanamento e restauro ambientali volti alla riqualificazione del paesaggio culturale rurale, adottata da sette comuni rivieraschi già a partire dal 2001, e realizzati dal Comune di Tavagnacco in qualità ente capofila dell'iniziativa. Si inserisce nelle iniziative europee che tendono a favorire l'integrazione economico-sociale di quelle realtà locali che risulterebbero deboli, se non organizzate, dinanzi ai cambiamenti del mercato globale. 
Sempre nel comune di Udine ma più a sud, nei pressi di viale Venezia, è presente un'altra porzione del parco del Cormor, di minori dimensioni. A nord dell'abitato di Pozzuolo del Friuli è presente il percorso Vita, che si snoda nel bosco planiziale situato nei pressi del torrente, in una zona caratterizzata da due castellieri protostorici, situati su due rilievi conglomeratici. Interessante è anche la prateria d'acqua dolce situata nel comune di Castions di Strada. Più a sud, nei pressi della foce, il canale Cormor attraversa una fascia boschiva denominata bosco Coda di Manin.

### Le lotte del Cormor
Negli anni cinquanta del XX secolo i lavori di bonifica del torrente nel comune di Muzzana del Turgnano furono occasione di una durissima repressione e di uno dei più significativi scioperi al rovescio della storia italiana.

## Galleria d'immagini

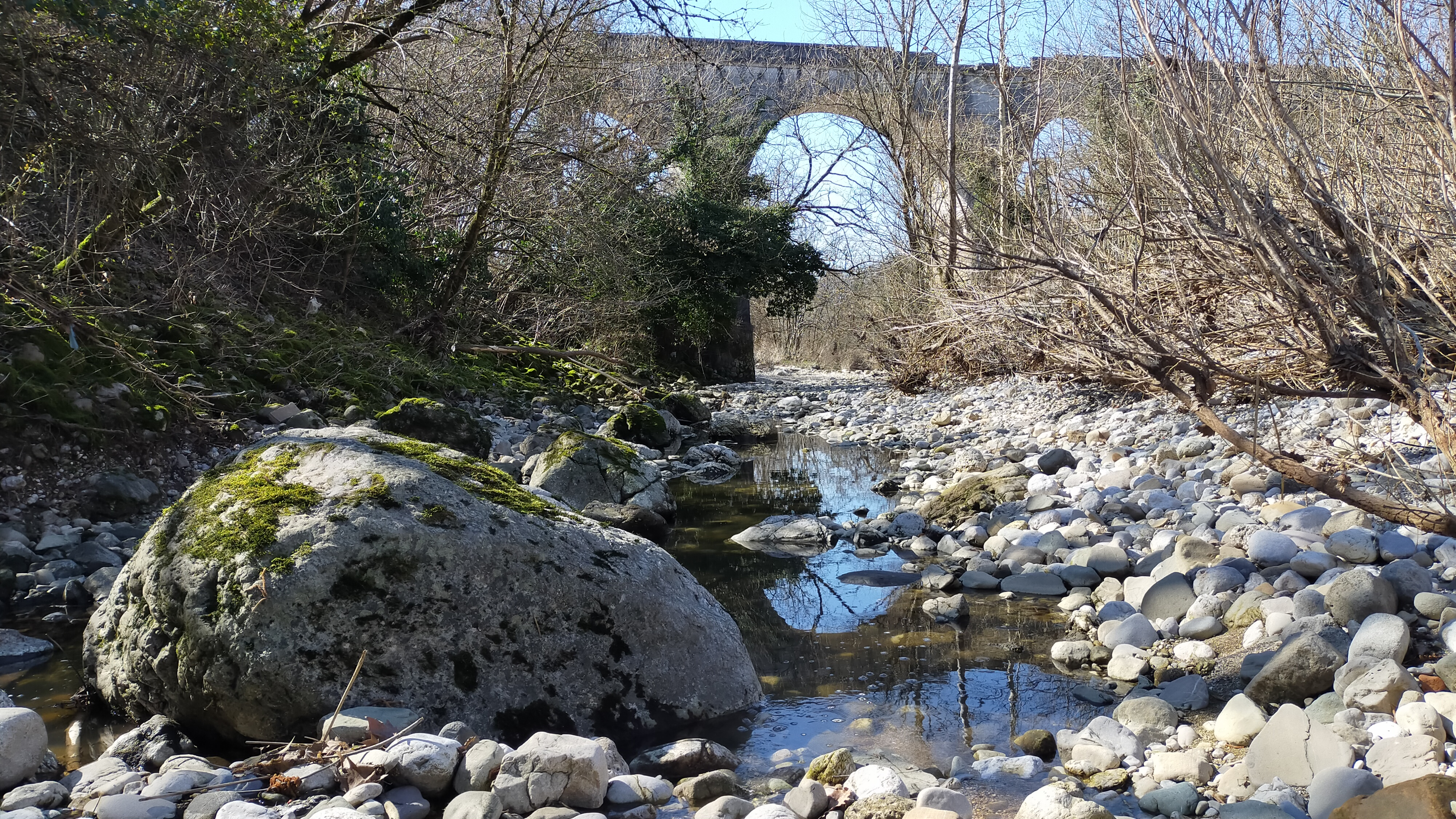
Il torrente sotto il ponte dell'incompiuta ferrovia Udine-Majano
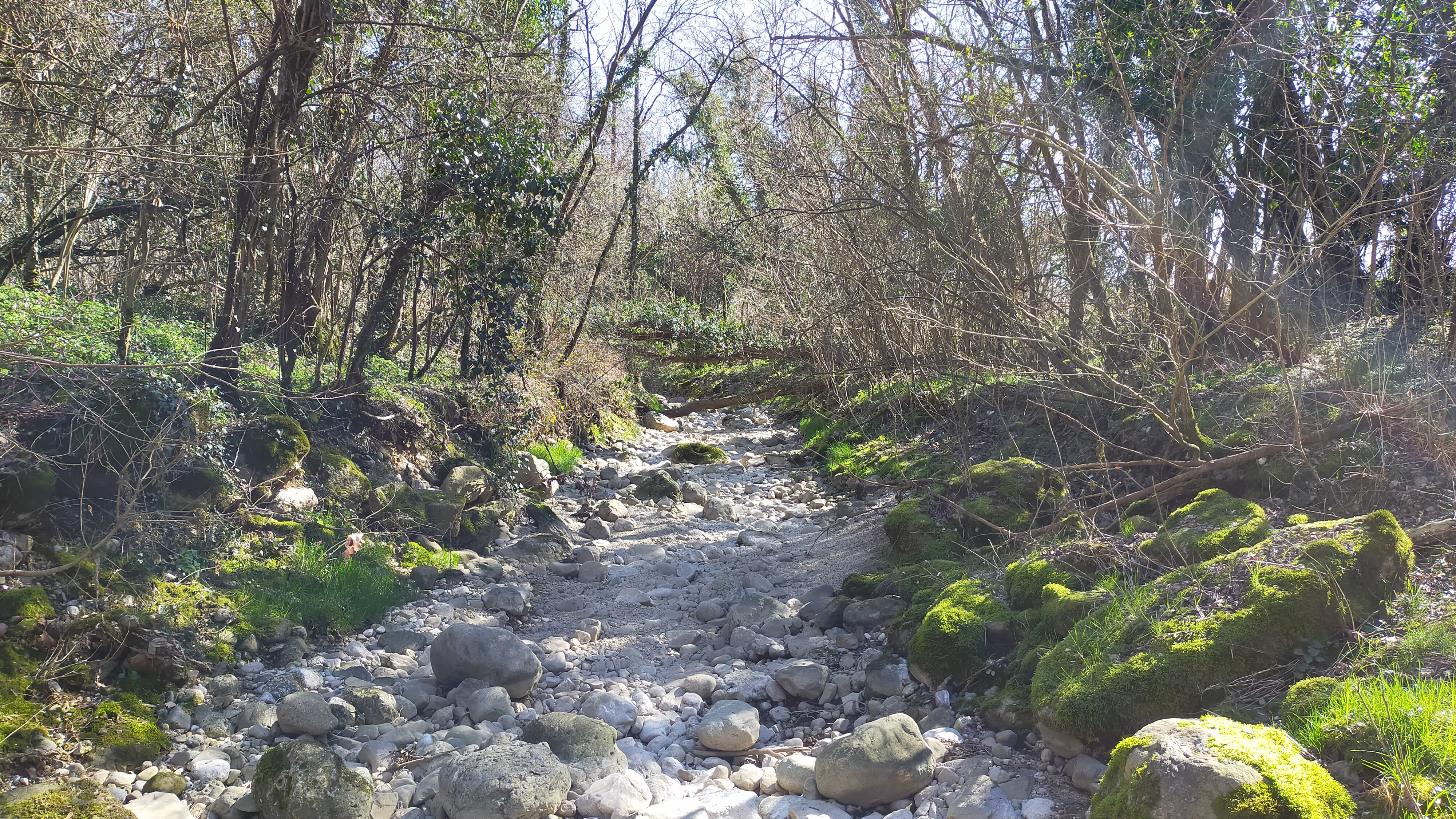
L'alveo in secca nella zona di Pagnacco
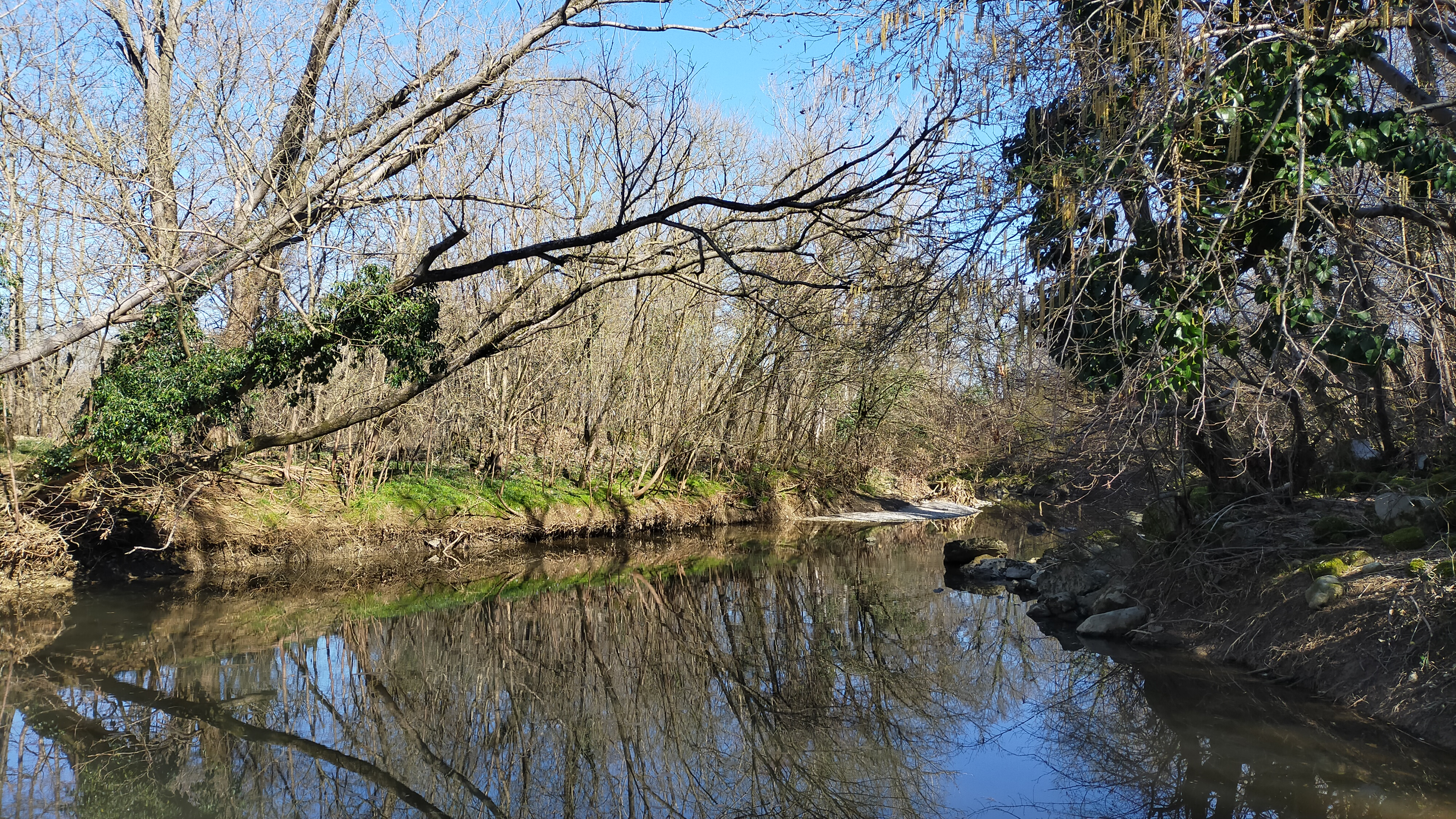
Il torrente a febbraio nella zona di Pagnacco
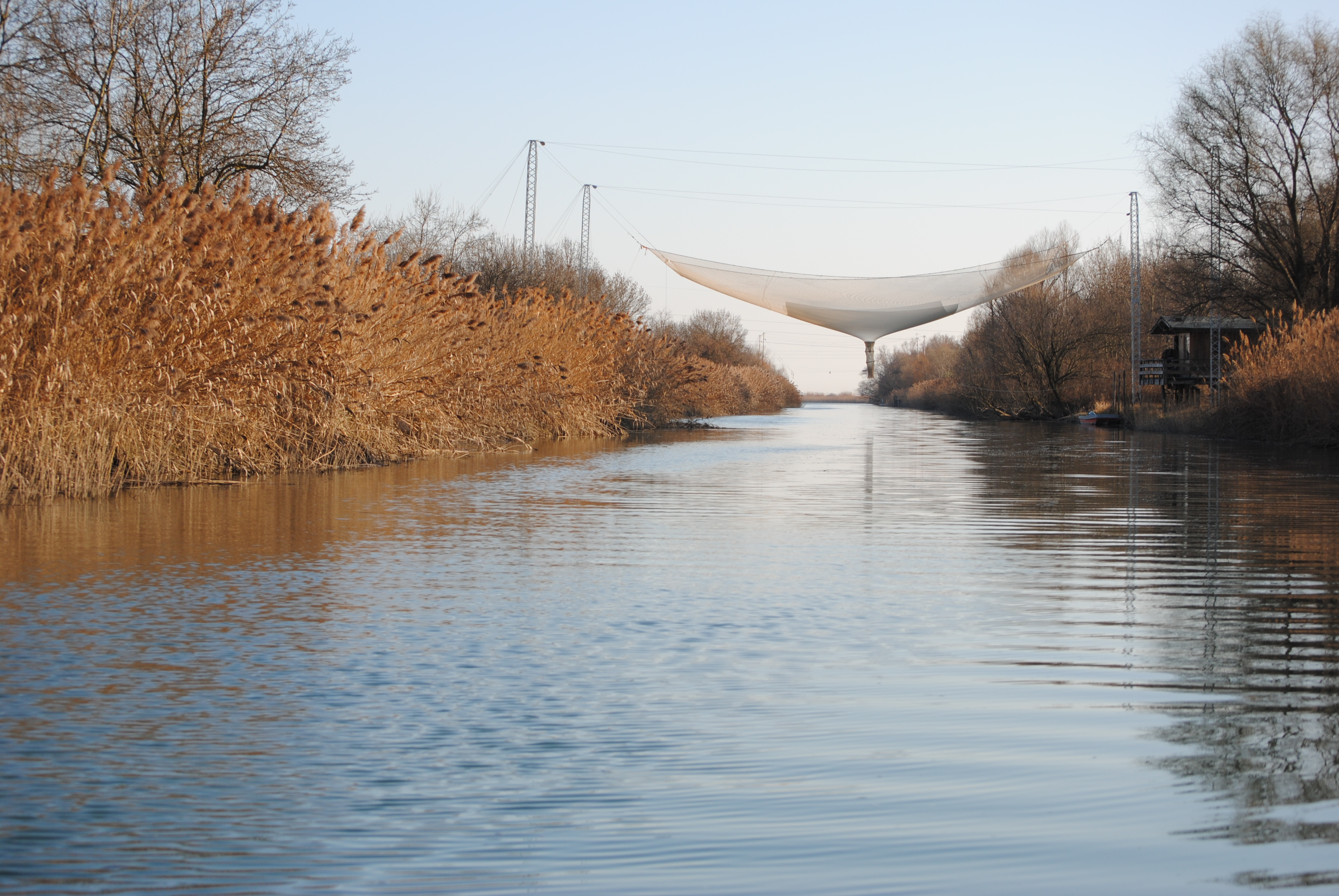
Il Cormor a Muzzana del Turgnano
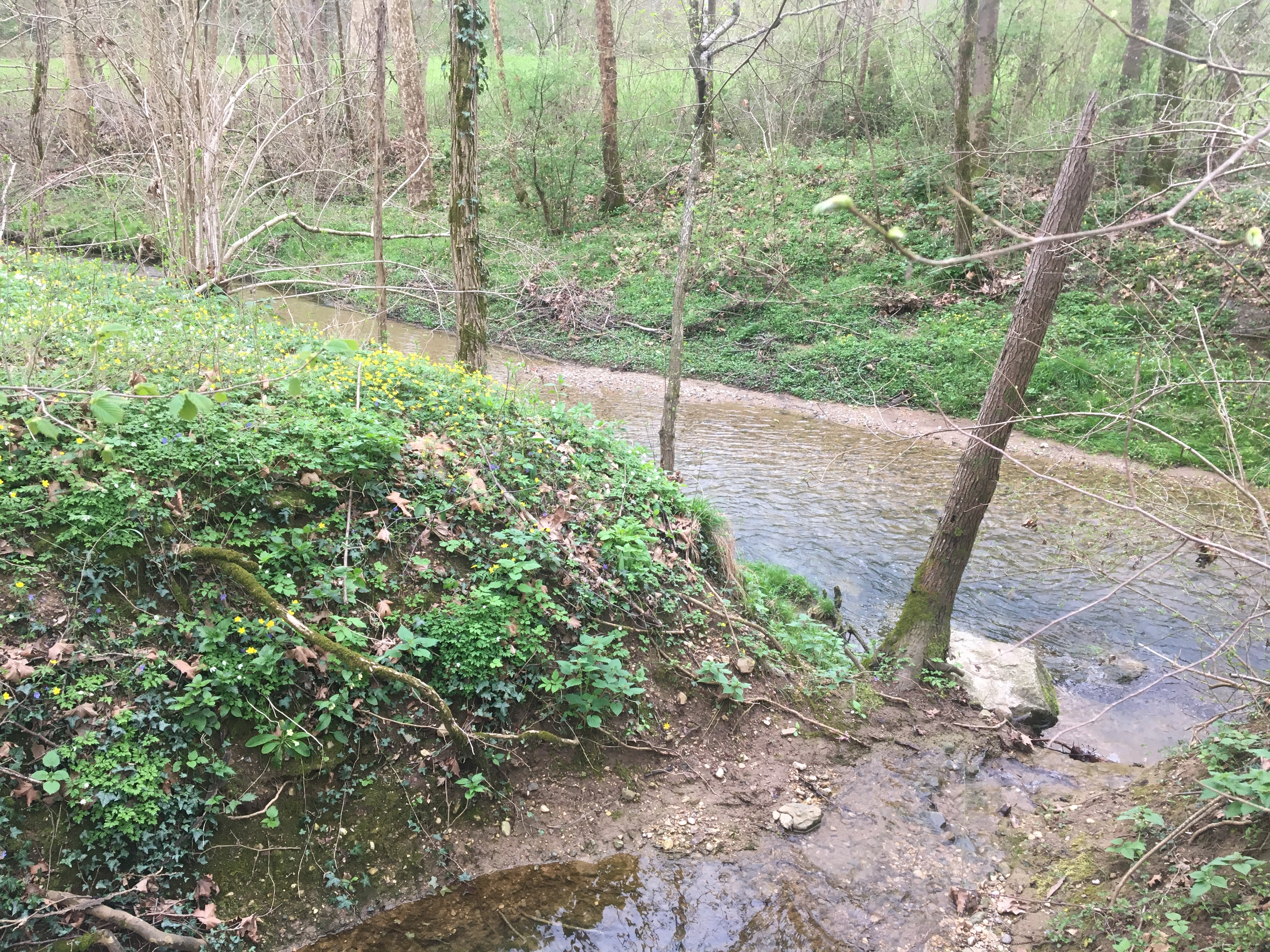
Il Cormor poco a Nord del Mulino Ferrant, in primavera